# Elgton Jenkins
Pour les articles homonymes, voir Jenkins.
(en) Statistiques sur pro-football-reference
Elgton Torrance Jenkins Jr., né le 26 décembre 1995 à Clarksdale (Mississippi), est un joueur américain de football américain. Il joue offensive guard en National Football League (NFL).